# Rendezvous im Jenseits
Rendezvous im Jenseits – eine himmlische Komödie über das Leben danach (Kurztitel: Rendezvous im Jenseits) ist eine US-amerikanische Liebeskomödie von Regisseur Albert Brooks, der auch die Hauptrolle des Daniel Miller spielt, aus dem Jahr 1991. Der Film startete am 30. April 1992 in den deutschen Kinos.

## Handlung
Daniel Miller, ein ironischer Zeitgenosse aus dem Marketinggewerbe, gönnt sich zu seinem Geburtstag einen neuen Wagen, mit dem er auf seiner ersten Fahrt prompt in einen tödlichen Unfall mit einem Bus verwickelt wird. Angekommen im Jenseits, findet er von Himmelstoren oder Fegefeuern keine Spur, stattdessen befindet er sich in „Judgement City“, Verwaltungsstelle und erster Anlaufpunkt für kürzlich verstorbene Menschen aus dem westlichen Teil der Vereinigten Staaten.
Zunehmend wird ihm klar, dass er nun sein Leben zu verantworten hat, welches überwiegend aus Angst besteht. In einem fünftägigen Verfahren versucht die knallharte „Anklägerin“ Lena Foster die Jury, bestehend aus zwei Mitgliedern, davon zu überzeugen, dass Daniel seine Angst noch nicht überwunden hat und zum erneuten Versuch zurück auf die Erde muss. Zu seiner Verteidigung steht ihm der smarte und humorvolle Bob Diamond zur Seite, der versucht, Daniel zum erfolgreichen Bestehen des Prüfungsverfahrens zu verhelfen.
In den fünf Tagen des Verfahrens werden insgesamt neun Situationen aus Daniels Leben in einem Verhandlungsraum auf einer Leinwand betrachtet und anschließend hinsichtlich des Auftretens von Angst analysiert, bewertet und behandelt. Zwischen den Verhandlungstagen lernt Daniel bei einem Besuch in einem mäßigen Comedyclub die bezaubernde Julia kennen. Die beiden verlieben sich ineinander und verbringen viel Zeit zusammen.
Am letzten Abend ihres Zusammenseins möchte Julia die Nacht mit Daniel verbringen, der aus Furcht einen Rückzieher macht. Es wird immer deutlicher, dass Daniel im Gegensatz zur selbstlosen und mutigen Julia keine guten Chancen hat, im Universum weiter zu kommen, was sich am Tag der Juryentscheidung bewahrheitet, da zur Überraschung Daniels und Bob Diamonds ebendieser letzte Abend zum Abschluss vorgetragen wird.
Bob begleitet den zu tiefst unglücklichen Daniel zum „Bahnhof“ wo er seine Reise zurück zur Erde antreten soll, um sein (nach Löschung seines Gedächtnisses) neues Leben zu beginnen. Als die Straßenbahnen sich in Bewegung setzen, bemerkt Daniel Julia, die ihm aus einer entfernten Straßenbahn für die „Weitergekommenen“ zuwinkt und verzweifelt seinen Namen ruft.
Daraufhin trifft Daniel die Entscheidung, sich nicht mit der Situation abzufinden und öffnet unter äußerster Gefahr seinen Gurt und die Bahntüren. Unter schweren Schmerzen des elektrischen Bahnfeldes versucht Daniel mit aller Kraft durch die an ihm gefährlich vorbeiziehenden Bahnen zu Julias Bahn zu gelangen. Als er sie erreicht, springt er auf den Türabsatz und hält sich mit letzter Kraft an der Bahn fest. Verzweifelt versucht Julia, in der Straßenbahn ihren Gurt zu lösen, was ihr nicht gelingt. Auch Daniel schafft es nicht, die Tür von außen zu öffnen.
Schließlich sieht man diese Szene auf der Leinwand des Verhandlungsraum von Daniel, wo Bob, Lena und die beiden Jurymitglieder bewegt zuschauen. Nach Bobs Frage an Lena, ob Daniel nun mutig genug für sie ist, lässt sie ein Lächeln erkennen und ein Jurymitglied betätigt einen Durchsageknopf mit den Worten „Lasst ihn rein.“ Die Türen der Straßenbahn gleiten daraufhin auf, und Daniel und Julia fallen sich in die Arme. Die Straßenbahn fährt in einen Tunnel, und der Film endet.

## Kritiken
„Von der Idee her nette ‚Himmels‘-Komödie, unterm Strich jedoch kaum mehr als belanglose Unterhaltung, der es an Charme und Leichtigkeit mangelt.“

„Etwas kitschig und überzogen sorgt der Film [...] für reichlich Herz-Schmerz und auch die witzigen Einlagen treiben so manche Träne in die Augen der Genre-Fans.“

„Rendezvous im Jenseits enthält alle Zutaten, die eine klassische überirdische Komödie auszeichnen. Brooks findet die adäquat sterilen Bilder für das Jenseits, spart nicht mit melancholisch-romantischen Zwischentönen, zieht die Yuppie-Welt kräftig durch den Kakao und hat mit Hollywood-Ikone Meryl Streep als Liebesengel einen echten Profi an seiner Seite. Daß das Ganze trotzdem etwas kitschig und überzogen wirkt, dürfte Fans dieser Genre-Nische nicht weiter stören.“

## Hintergrund
- Rendezvous im Jenseits ist ein Remake des 1943er Films Ein himmlischer Sünder von Ernst Lubitsch.
- Der Film wurde ausschließlich in und um Los Angeles, Kalifornien gedreht und beinhaltet neben Elementen des klassischen Liebesfilms und der Komödie auch Elemente von Drama und Fantasy.

## Trivia
- Shirley MacLaine hat in der Szene im „Pavillon vergangener Leben“ als holografische Anweiserin einen Cameo-Auftritt als sie selbst. Eine Referenz zu ihrem öffentlich bekannten Glauben an Reinkarnation.
- Die verwendeten Straßenbahnen stammen aus älteren Beständen der Universal Studios in Los Angeles.
- Der "Pavillon vergangener Leben" ist in Wirklichkeit das alte Fluor Daniel Building in Irvine, Kalifornien.
- Das Cover des Buches "Above Judgement City" zeigt eigentlich die Stadt Denver in Colorado.

## Nominierungen
| Jahr | Auszeichnung | Nominiert                                         | Kategorie                                                   |
| ---- | ------------ | ------------------------------------------------- | ----------------------------------------------------------- |
| 1992 | Saturn Award | Rendezvous im Jenseits Albert Brooks Meryl Streep | Bester Fantasy-Film Bestes Drehbuch Beste Hauptdarstellerin |

## DVD-Veröffentlichung
Ursprünglich für 2006 angekündigt, kam die DVD nach mehrmaligem Verschieben des Veröffentlichungstermins am 21. September 2007 in die deutschen Läden. Sie enthält keine Extras, Originalton ist hingegen einstellbar.